# Elena Risteska

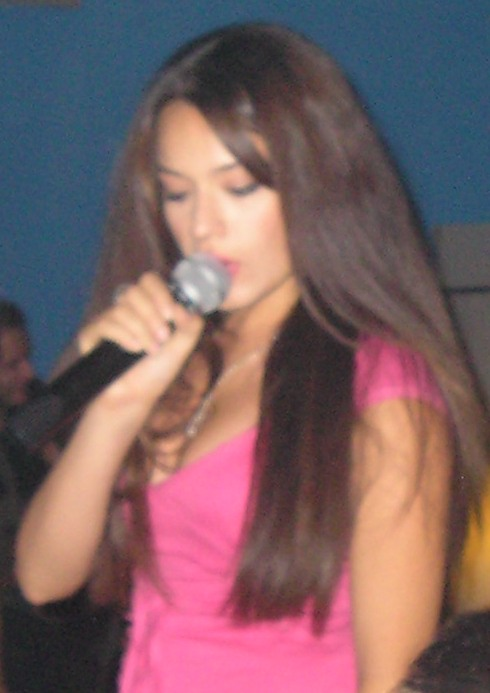
Elena Risteska

Elena Risteska (Macedonisch: Елена Ристеска) (Skopje, 27 april 1986) is een Macedonische zangeres en songwriter, internationaal het bekendst van haar deelname namens Macedonië aan het Eurovisiesongfestival 2006.

## Biografie
Risteska's populariteit groeide in Macedonië met name door haar deelname aan de muzikale reality-tv show Play - Search For A Star in haar moederland. Haar debuutsingle, The Other Thing (Она другото) werd een grote hit in Macedonië, wat weer resulteerde in een meer dan succesvol debuutalbum Den i Nok (Ден и Ноќ). In andere Balkanlanden werd ze hierdoor ook populair.

## Eurovisiesongfestival
Op 4 maart 2006 won Risteska de Macedonische voorronde voor het Eurovisiesongfestival met het liedje Ninanajna (Нинанајна), een uptempo nummer met een mengeling van R&B, disco en dance. Risteska reisde voor Macedonië af naar Athene, waar het songfestival gehouden werd, en wist daar ternauwernood door de halve finale te komen. In de finale behaalde ze vervolgens met 56 punten een 12e plaats.
1998: Vlado Janevski · 
2000: XXL · 
2002: Karolina · 
2004: Toše Proeski · 
2005: Martin Vučić · 
2006: Elena Risteska · 
2007: Karolina · 
2008: Tamara, Vrčak & Adrian Gaxha · 
2009: Next Time · 
2010: Gjoko Taneski · 
2011: Vlatko Ilievski · 
2012: Kaliopi · 
2013: Esma & Lozano · 
2014: Tijana Dapčević · 
2015: Danijel Kajmakoski · 
2016: Kaliopi · 
2017: Jana Burčeska · 
2018: Eye Cue · 
2019: Tamara Todevska · 
2021: Vasil · 
2022: Andrea
- International Standard Name Identifier: 0000 0004 6243 4568
- MusicBrainz: 0c0b86c2-7b8e-4445-871b-6f797a706fcf
- Virtual International Authority File: 300146094368100332393